# Oligoaeschna elacatura
Oligoaeschna elacatura är en trollsländeart som först beskrevs av James George Needham 1907.  Oligoaeschna elacatura ingår i släktet Oligoaeschna och familjen mosaiktrollsländor. IUCN kategoriserar arten globalt som otillräckligt studerad. Inga underarter finns listade i Catalogue of Life.